# Погремок
Погремо́к, или Звоне́ц (лат. Rhinánthus) — род растений семейства Заразиховые (Orobanchaceae), включающий около 50 видов. Ранее относился к семейству Норичниковые (Scrophulariaceae).
Растения рода Погремок, как и Марьянник (Melampyrum), представляют интересный переход от полупаразитизма к полусапрофитизму, так как корни их присасываются не к живым, а к отмершим корням других растений.

## Название
В. И. Даль в Толковом словаре даёт множество русских народных названий погремка: брязготка, буравец, гремки, денежник, дикий хмель, звонец, клопец, клоповник, копеечник, мышья трава, позвонок, пеструшник, петушник, петров крестьян, тележник, боровец, буровец.
Энциклопедический словарь Брокгауза и Ефрона приводит: труст.
Латинское научное название Rhinanthus дано К. Линнеем на основе др.-греч. ῥινός (rhinos) — нос и ἀνθοσ (anthos) — цветок:659 и означает «носатый цветок».
При раскачивании растения созревшие семена стучат («гремят») о стенки плода, отсюда и русскоязычное название Погремок.

## Ботаническое описание
Однолетние полупаразитические травянистые растения с прямыми простыми или ветвистыми стеблями и слабо развитой корневой системой.
Листья супротивные, цельнокрайные или пильчато- или городчато-зубчатые. У видов рода Погремок различают обычные стеблевые листья, прицветные листья и листья вставочные (интеркалярные), располагающиеся кверху от последней пары ветвей и до начала соцветия.
Цветки неправильные, собранные в кистевидные соцветия. Чашечка с боков сжатая, почти перепончатая, голая или волосистая, иногда железисто-опушённая, у зева (верхушки) суженная, с четырьмя зубцами, при плодоношении сильно увеличивающаяся. Венчик жёлтый, двугубый: верхняя губа шлемовидная, у верхушки с более-менее выдающимся зубцом или волоском, «играющими роль при опылении, а именно насекомое, просовывая в трубочку венчика хоботок, задевает им за эти волоски, пыльники от этого сильно встряхиваются и высевают пыльцу»; нижняя губа плоская, трёхраздельная. Тычинок четыре, из них две заключены в трубке венчика, а две, более длинные, выдаются из неё.
Плод — округлая с боков сжатая коробочка, вскрывающаяся по створкам. Коробочка заключает семена, в очертании напоминающие ушную раковину, крылатые, реже без крыла; семена лежат под конец свободно и при встряхивании перезрелого растения издают характерный звук.

## Распространение и экология
Распространён погремок особенно на сырых лугах; постепенно расширяя свою область, вытесняет все другие растения.
Встречается повсеместно в районах с умеренным климатом Европы и Северной Америки. Известен в Закавказье.
В России виды погремка растут в европейской части и Западной Сибири.

## Хозяйственное значение и использование
Погремок — сорное и очень вредное в сельском хозяйстве растение. Листья, расположенные на низком стебле, бледные, сухие и тощие, отчего при скосе луга, где погремок растёт в значительном количестве, получается очень плохое сено. Яровым хлебам может причинить двойной вред: он не только препятствует нормальному их росту, но и портит качество муки, получаемой из собранного зерна, к которому всегда подмешиваются его семена, — мука делается синей, приготовленный из неё хлеб твёрдый и труднопереваримый. Средства для уничтожения — возможно низкое скашивание во время первого цветения, в мае; при сильном же засорении поля — обращение его на некоторое время под пастбище; практикуется также выжигание на лугах. Предохранительное средство: тщательная очистка высеваемых зерновых хлебов.
Для очистки лугов от погремка рекомендуется (в числе прочих мероприятий) ручная прополка. Однако её следует проводить с осторожностью, так как при выдёргивании растений погремка можно повредить и те растения, к которым присосался полупаразит.

## Классификация

### Таксономия
- Rhinanthus L., 1753, Sp. Pl. : 603

Род Погремок включается в семейство Заразиховые (Orobanchaceae) порядка Ясноткоцветные (Lamiales), последовательно входящего в более крупные клады Ламииды → Астериды → Суперастериды → Эвдикоты → Цветковые растения. Таксономическая схема в соответствии с Системой APG IV по состоянию на июнь 2024 года:
|  |                          |  |                                   |                                   |                       |  | еще 23 семейства |              |              |                                                             |
|  |                          |  |                                   |                                   |                       |  |                  |              |              | 48 подтвержденных видов и 11 видов, ожидающих подтверждения |
|  |                          |  |                                   | порядок Ясноткоцветные            |                       |  |                  |              | род Погремок |                                                             |
|  |                          |  |                                   | порядок Ясноткоцветные            |                       |  |                  |              | род Погремок |                                                             |
|  | клада Цветковые растения |  |                                   |                                   | семейство Заразиховые |  |                  |              |              |                                                             |
|  | клада Цветковые растения |  |                                   |                                   |                       |  |                  |              |              |                                                             |
|  |                          |  | ещё 63 порядка цветковых растений | ещё 63 порядка цветковых растений |                       |  |                  | еще 98 родов | еще 98 родов |                                                             |
|  |                          |  |                                   | ещё 63 порядка цветковых растений |                       |  |                  |              | еще 98 родов |                                                             |

### Виды
Виды, встречающиеся на территории России и сопредельных стран, отмечены звёздочкой (*).
- Rhinanthus × digeneus (Widder) Widder
- Rhinanthus × schneiderae Rothm.
- Rhinanthus adulterinus Wallr.
- Rhinanthus alectorolophus (Scop.) Pollich — Погремок большой*
- Rhinanthus antiquus (Sterneck) Schinz & Thell.
- Rhinanthus asperulus (Murb.) Soó
- Rhinanthus borbasii (Dörfl.) Soó
- Rhinanthus brigantiacus (Gross) Soó
- Rhinanthus burnatii (Chabert) Soó
- Rhinanthus carinthiacus Widder — Погремок каринтийский
- Rhinanthus colchicus Vassilcz.
- Rhinanthus cretaceus Vassilcz.
- Rhinanthus dinaricus Murb.
- Rhinanthus freynii (A.Kern. ex Sterneck) Fiori — Погремок Фрейна
- Rhinanthus glacialis Personnat
- Rhinanthus gracilis Schur
- Rhinanthus groenlandicus (Ostenf.) Chabert — Погремок гренландский *
- Rhinanthus halophilus U.Schneid. — Погремок солелюбивый
- Rhinanthus hungaricus (Borbás) Soó
- Rhinanthus javorkae Soó
- Rhinanthus lengyelii Soó
- Rhinanthus lorinensis (Behrendsen) Fiori
- Rhinanthus magocsyanus Soó
- Rhinanthus major L.
- Rhinanthus major L. — Погремок большой
  - Rhinanthus major var. major L. — Погремок узколистный
- Rhinanthus mediterraneus (Sterneck) Adamovicz — Погремок средиземноморский *
- Rhinanthus melampyroides (Borbás & Degen) Soó — Погремок марьянниковидный
- Rhinanthus minor L. — Погремок малый *
- Rhinanthus niederederi (Sterneck) Soó
- Rhinanthus oligadenus (M.Schulze) O.Schwarz
- Rhinanthus osiliensis (Ronniger & Saarsoo) Vassilcz. *
- Rhinanthus ovifugus Chabert
- Rhinanthus pampaninii Chabert — Погремок Пампанини
- Rhinanthus pindicus (Sterneck) Soó
- Rhinanthus poeverleinii (Semler ex Poeverl.) Soó
- Rhinanthus ponticus (Sterneck) Vassilcz.
- Rhinanthus pseudoantiquus Kunz
- Rhinanthus puberulus Fritsch
- Rhinanthus pubescens (Sterneck) Boiss. & Heldr. ex Soó
- Rhinanthus pumilus (Sterneck) Pau
- Rhinanthus riphaeus Krock.
- Rhinanthus rumelicus Velen. — Погремок румелийский *
- Rhinanthus schischkinii Vassilcz.
- Rhinanthus sintenisii (Sterneck) Soó
- Rhinanthus songeonii Chabert
- Rhinanthus subulatus (Chabert) Soó — Погремок шиловидный *
- Rhinanthus vassilczenkoi Ivanina & Karasjuk
- Rhinanthus wagneri Degen — Погремок Вагнера
- Rhinanthus wettsteinii (Sterneck) Soó — Погремок Веттштейна

### Синонимы
- Alectorolophus Zinn
- Fistularia L. ex Kuntze
- Mimulus Adans.
- Rhinantus Gilib.

## Галерея

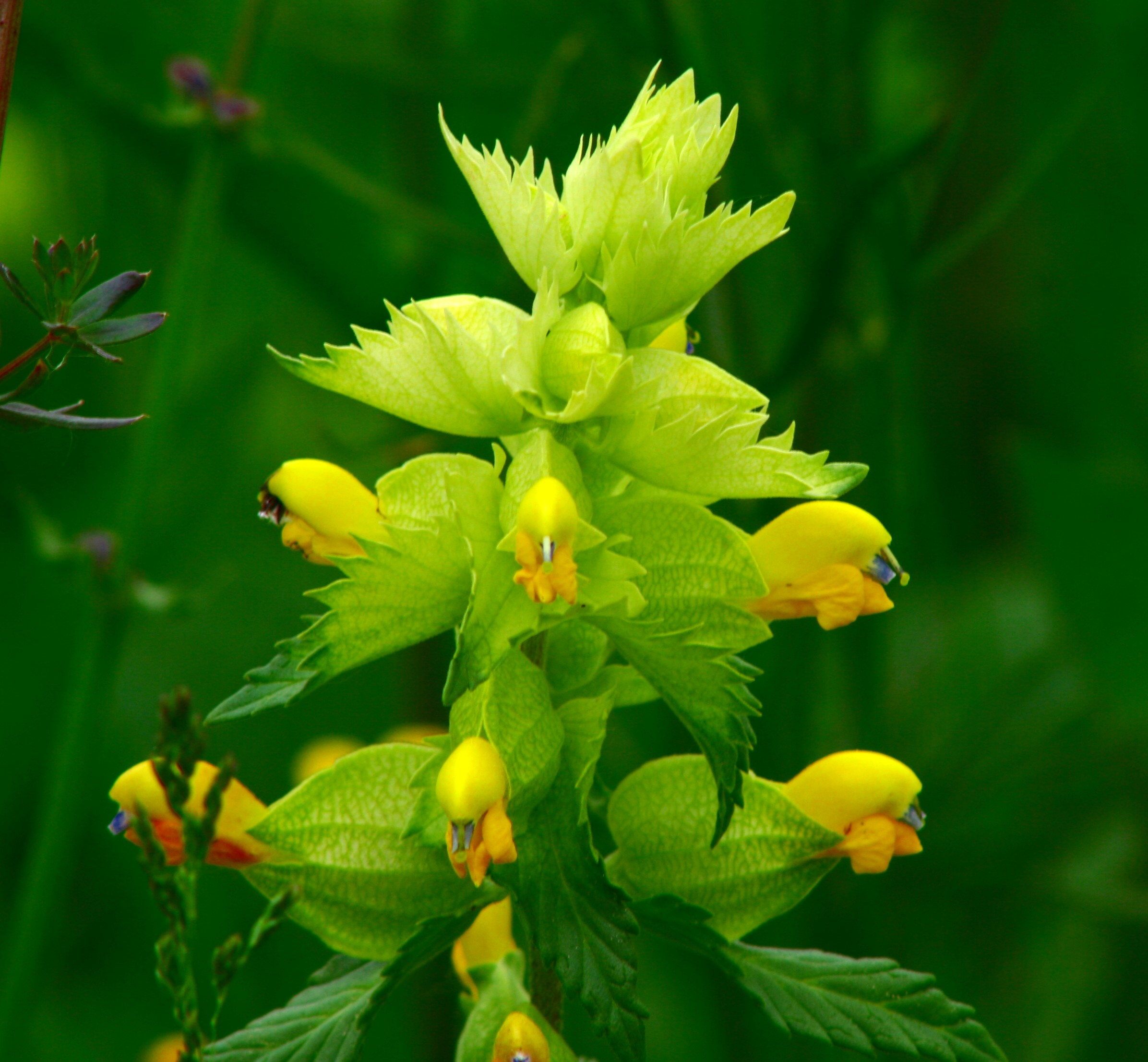
Rhinanthus alectorolophus
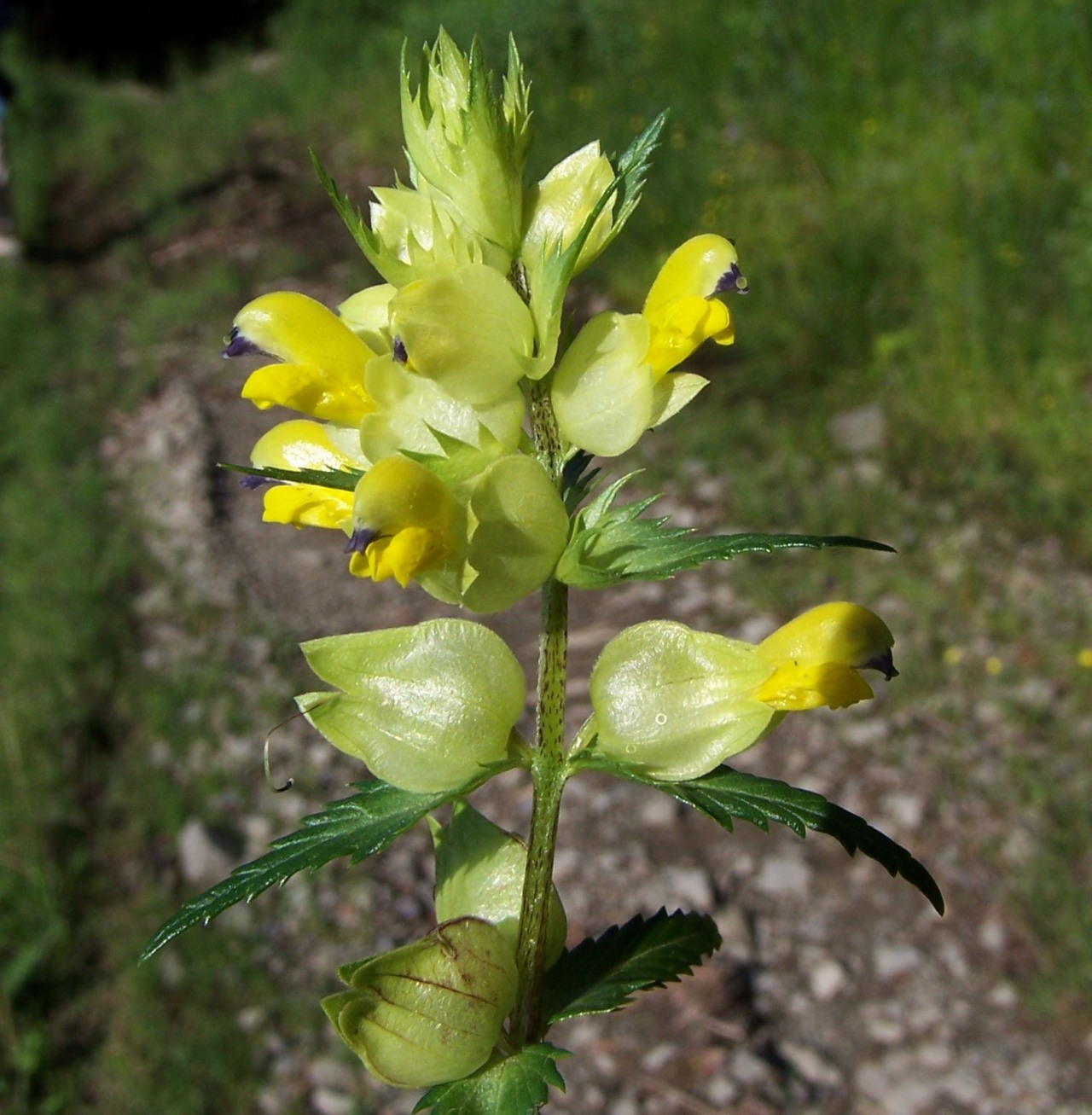
Rhinanthus angustifolius
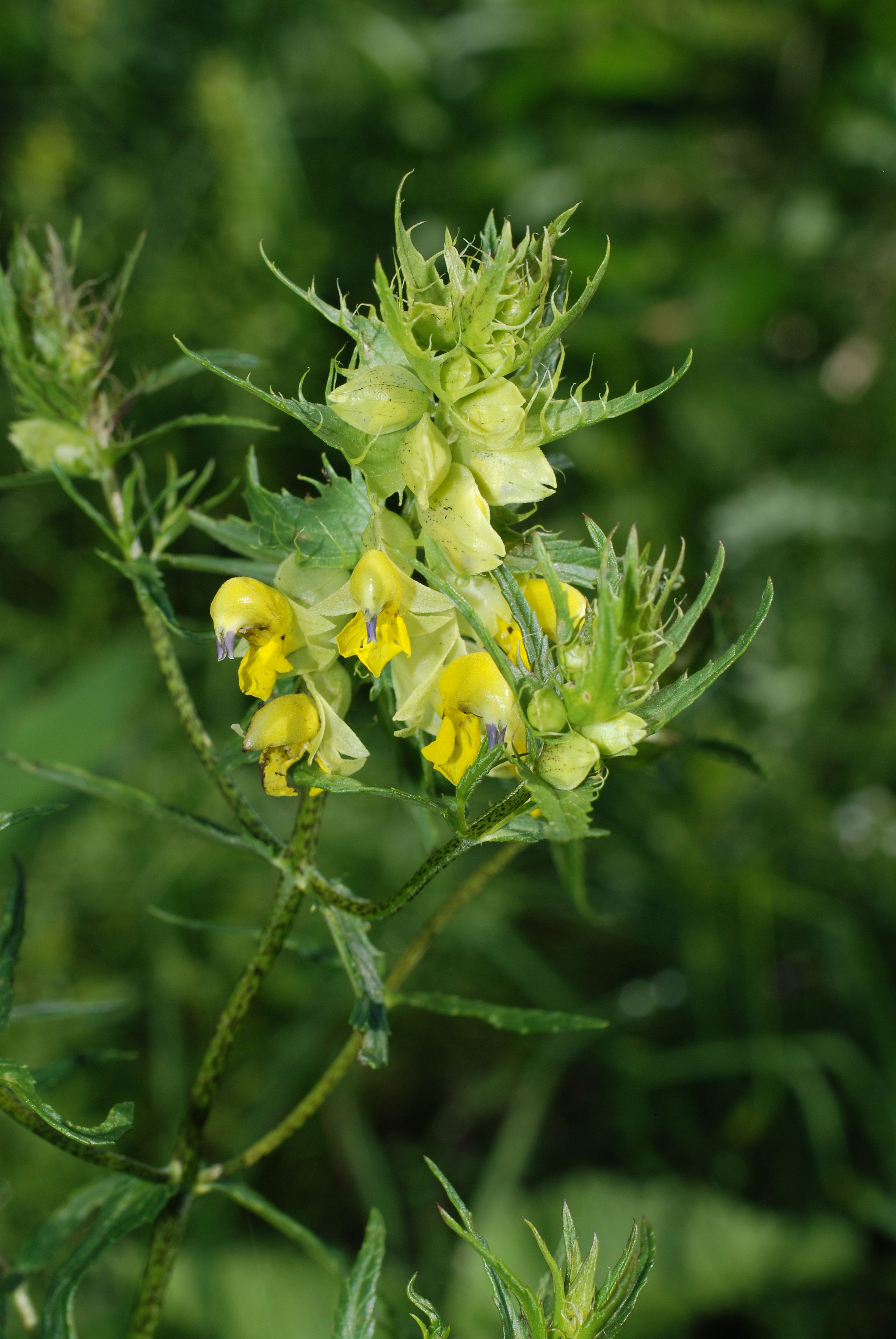
Rhinanthus glacialis